# Mohammad Ali Sanatkaran
Mohammad Ali Sanatkaran (pers. محمدعلی صنعت کاران; ur. 18 marca 1937 w Teheranie) – irański zapaśnik walczący w stylu wolnym. Brązowy medalista olimpijski z Tokio 1964 w kategorii 78 kg.
Mistrz świata w 1961; drugi w 1965; czwarty w 1962; piąty w 1963 roku.